# 10.000 PS – Vollgasrausch im Grenzbereich
10.000 PS – Vollgasrausch im Grenzbereich (Originaltitel: Fast Company) ist ein US-amerikanisches Drama aus dem Jahr 1979. Der von David Cronenberg inszenierte Sportfilm hatte seine Weltpremiere am 18. März 1979 in Edmonton. In Deutschland fand die Erstausstrahlung im Fernsehen am 20. September 1990 auf RTL plus statt.

## Inhalt
Lonnie fährt Dragster; formelfreie Rennwagen, die auf bis zu 400 km/h beschleunigen. Seine Freundin drängt ihn, den riskanten Job aufzugeben. Dazu kommt, dass der Rennstallchef Adamson ihn offenkundig aus dem Team ekeln will. Bei einem Streit geht Lonnie auf Adamson los und dieser feuert ihn. Lonnie jedoch will sich nicht geschlagen geben. Deshalb nimmt er als Werbeträger an einem Funny-Car-Rennen teil, bei dem sich jüngere Nachwuchsfahrer zu profilieren versuchen. Im Rennen ereignet sich ein folgenschwerer Unfall.
Am Ende stirbt Adamson bei einer Verfolgungsjagd in einem Flugzeugunfall.

## Kritiken
- Cinema: „Harte Kerle, heiße Schlitten, cooler Film.“[1]
- Lexikon des internationalen Films: „Niveauloser Rennfahrerfilm des ansonsten ambitionierteren Regisseurs Cronenberg.“[2]

## Hintergrund
- Drehort war Edmonton in der kanadischen Provinz Alberta.
- Dieser Film ist der letzte von Claudia Jennings. Sie starb im Folgejahr bei einem Autounfall.[3]
- Gleichzeitig war es der erste Film von George Buza.
- Teile dieses Filmes sind zu sehen in den Filmen The Directors: The Films of David Cronenberg (#1.10) (1999) und in Fear of the Flesh: The Making of ’The Fly (2005)
- Der Titel ist in Crystal Voyager (1975) auf einem Festzelt zu sehen. In Hollywood North (2003) ist das Filmposter auffällig an einer Wand angebracht. In The Id Proxy (2009) wird eine Szene dieses Films von Charakteren diskutiert.[4]
- Im finnischen Videocover wird Jodie Foster als Besetzung angeführt. Tatsächlich ist es Judy Foster.[5]